# اما هوروات
اما هوروات (به انگلیسی: Ema Horvath) (زاده ۲۸ ژانویهٔ ۱۹۹۴) بازیگر آمریکایی است.
از کارهای معروف او می‌توان به بازی در فیلم نهفته در اعماق اشاره کرد.

## فیلم‌شناسی
فهرست برخی از فیلم‌هایی که اما هوروات در آن‌ها به ایفای نقش پرداخته است:
- چوبه دار ۲-۲۰۱۹
- نهفته در اعماق-۲۰۲۰
- غریبه‌ها: فصل ۱-۱۹۷۹
- ارباب حلقه‌ها: حلقه‌های قدرت (مجموعه تلویزیونی)